# Baro (Fluss)
Der Baro (amharisch ባሮ ወንዝ Baro Wenz, Anuak Upeno oder Opeeno) ist ein 306 km langer Fluss in der Region Gambela im Südwesten Äthiopiens.

## Verlauf
Er ist der Hauptzufluss des Sobat, zu dem er sich an der Grenze zum Südsudan mit dem Pibor vereinigt. Das Einzugsgebiet umfasst rund 41.400 km². Sein Quellgebiet liegt im äthiopischen Hochland. Seine wichtigsten Zuflüsse sind der Sor (Nebenfluss des Birbir), der Gebba (auch Geba), der Birbir und der Jikaw.
Er ist während der Flutsaison bis Gambela schiffbar. Der Sobat erhält etwa 72 % seiner Wassermenge aus dem Baro.

## Geografie
Den überwiegenden Teil seines Wassers bezieht der Baro aus der Illubabor-Zone. Über den größten Teil seines Laufs mäandriert er durch flaches, bewaldetes Gelände mit hohen Niederschlagsmengen auf einer Höhe von etwa 400 bis 500 m in westnordwestlicher Richtung. Auf den letzten etwa 80 km bildet er die Grenze zwischen dem Südsudan und Äthiopien. Der Fluss verliert fast ein Viertel seines Wassers zwischen Gambela und der Mündung in den Machar-Sümpfen durch Verdunstung.

## Hydrometrie
Durchschnittliche monatliche Durchströmung des Baro gemessen an der hydrologischen Station in Gambela, etwa auf der Hälfte seines Einzugsgebietes, in m³/s (1905–1959).